# 川口うらら
川口 うらら（かわぐち うらら、2000年12月5日 - ）は、日本の自転車競技（マウンテンバイククロスカントリー、ロードレース）選手である。
兵庫県たつの市出身。たつの市立龍野西中学校、兵庫県立龍野高等学校を経て日本体育大学卒業。2017年、2018年アジアマウンテンバイク選手権大会ジュニアを二連覇し、2020年、2021年全日本マウンテンバイク選手権クロスカントリーU23とクロスカントリーエリミネーター(XCE)の二競技でも二連覇を達成、2021年はクロスカントリーショートトラック(XCC)とロードレースU23でも全日本ジャージを獲得し、全日本種目四冠となった。

## 主な成績

### マウンテンバイク
2016年
- クップ ドュ ジャポン MTBクロスカントリー・女子ユース 1位

2017年
- アジアマウンテンバイク選手権大会クロスカントリー・女子ジュニア 優勝
- 全日本マウンテンバイク選手権大会クロスカントリー・女子ジュニア 優勝
- クップ ドュ ジャポン MTBクロスカントリー・女子ジュニア 1位

2018年
- マウンテンバイク世界選手権クロスカントリー・女子ジュニア 35位
- アジアマウンテンバイク選手権大会クロスカントリー・女子ジュニア 優勝
- 全日本マウンテンバイク選手権大会クロスカントリー・女子ジュニア 3位
- クップ ドュ ジャポン MTBクロスカントリー・女子ジュニア 3位

2020年
- 全日本マウンテンバイク選手権大会クロスカントリー・女子U23 優勝
- 全日本マウンテンバイク選手権大会クロスカントリーエリミネーター・女子エリート 優勝 [4]
- 全日本マウンテンバイク選手権大会クロスカントリーショートトラック・女子エリート 3位
- クップ ドュ ジャポン MTBクロスカントリー・女子エリート 1位

2021年
- 全日本マウンテンバイク選手権大会クロスカントリー・女子U23 優勝
- 全日本マウンテンバイク選手権大会クロスカントリーエリミネーター・女子エリート 優勝
- 全日本マウンテンバイク選手権大会クロスカントリーショートトラック・女子エリート 優勝
- クップ ドュ ジャポン MTBクロスカントリー・女子エリート 1位

2024年
- パリオリンピック自転車競技・女子マウンテンバイク 32位[5]

### ロードレース
2021年
- 全日本自転車競技選手権大会ロードレース U23 優勝